# Horní Poříčí (district de Strakonice)
Pour les articles homonymes, voir Horní Poříčí.
Horní Poříčí (en allemand : Porschitsch) est une commune du district de Strakonice, dans la région de Bohême-du-Sud, en République tchèque. Sa population s'élevait à 302 habitants en 2020.

## Géographie
Horní Poříčí se trouve à 10 km à l'ouest-nord-ouest de Strakonice, à 69 km au nord-ouest de Ceske Budejovice et à 100 km au sud-est de Prague.
La commune est limitée par Střelské Hoštice à l'ouest et au nord, par Mnichov à l'est, par Katovice au sud-est, par Novosedly au sud, et par Kladruby au sud-ouest.

## Histoire
La première mention écrite du village date de 1315.

## Administration
La commune se compose de deux quartiers :
- Dolní Poříčí
- Horní Poříčí